# Term
Term (formuła nazwowa) – wyrażenie składające się ze zmiennych oraz symboli funkcyjnych o dowolnej argumentowości (w tym o argumentowości 0, czyli stałych) z pewnego ustalonego zbioru.
W wielu dziedzinach matematyki używa się określenia term na oznaczenie napisów (wyrażeń) formalnych, które mogą być traktowane jako nazwy na obiekty matematyczne. W większości przypadków znaczenie to można przedstawić jako termy w pewnym języku pierwszego rzędu, opisane poniżej.

## Termy w logice matematycznej

### Termy języków pierwszego rzędu
Niech {\displaystyle \tau } będzie alfabetem języka pierwszego rzędu {\displaystyle {\mathcal {L}}(\tau ).} Tak więc {\displaystyle \tau } jest zbiorem stałych, symboli funkcyjnych i symboli relacyjnych (predykatów). Każdy z tych symboli ma jednoznacznie określony charakter (tzn. wiadomo czy jest to stała, czy symbol funkcyjny czy też predykat) i każdy z symboli funkcyjnych i predykatów ma określoną arność (która jest dodatnią liczbą całkowitą). Język {\displaystyle {\mathcal {L}}(\tau )} ma też ustaloną nieskończoną listę zmiennych (zwykle {\displaystyle x_{0},x_{1},\dots }).
Termy języka {\displaystyle {\mathcal {L}}(\tau )} to elementy najmniejszego zbioru {\displaystyle \mathbf {T} } takiego, że:
- wszystkie stałe i zmienne należą do {\displaystyle \mathbf {T} }
- jeśli {\displaystyle t_{1},\dots ,t_{n}\in \mathbf {T} } i {\displaystyle f\in \tau } jest {\displaystyle n}-arnym symbolem funkcyjnym, to {\displaystyle f(t_{1},\dots ,t_{n})\in \mathbf {T} .}

### Przykłady
- Język teorii grup to {\displaystyle {\mathcal {L}}(\{*\})} gdzie {\displaystyle *} jest binarnym symbolem funkcyjnym. Przykładami termów tego języka są:

{\displaystyle x_{1}*x_{1},} oraz {\displaystyle x_{1}*(x_{2}*(x_{1}*(x_{2}*x_{1}))),} a także {\displaystyle (x_{1}*(x_{1}*(x_{1}*(x_{1}*x_{1}))))*(x_{1}*(x_{2}*(x_{1}*(x_{2}*x_{1}))))}
- Język ciał uporządkowanych to {\displaystyle {\mathcal {L}}(\{+,\cdot ,0,1,\leqslant \})} gdzie {\displaystyle +,\cdot } są binarnymi symbolami funkcyjnymi a {\displaystyle \leqslant } jest binarnym symbolem relacyjnym. Przykładowe termy tego języka to

{\displaystyle 1+(0+1),}   {\displaystyle (1+1)\cdot ((1+1)\cdot 1),}   {\displaystyle ((x_{1}+x_{2})+0)\cdot x_{7}.}

### Języki wyższych rzędów
W analogiczny sposób wprowadza się termy w językach wyższych rzędów, a także w bardziej skomplikowanych logikach.

### Termy boole’owskie
W teorii forsingu rozważa się termy boole’owskie wprowadzane następująco. Niech {\displaystyle \mathbb {B} =(B,+,\cdot ,\sim ,\mathbf {0} ,\mathbf {1} )} będzie zupełną algebrą Boole’a. Przez indukcję po wszystkich liczbach porządkowych {\displaystyle \alpha } definiujemy zbiory {\displaystyle \mathbf {V} _{\alpha }^{\mathbb {B} }} złożone z termów boole’owskich rangi {\displaystyle \alpha }:
- {\displaystyle \mathbf {V} _{0}^{\mathbb {B} }=\emptyset }
- {\displaystyle \mathbf {V} _{\alpha }^{\mathbb {B} }=\bigcup \limits _{\beta <\alpha }\mathbf {V} _{\beta }^{\mathbb {B} }} – gdy {\displaystyle \alpha } jest liczbą graniczną
- {\displaystyle \mathbf {V} _{\alpha +1}^{\mathbb {B} }} jest zbiorem wszystkich funkcji {\displaystyle t,} których dziedzina {\displaystyle \mathrm {dom} (t)} jest podzbiorem {\displaystyle \mathbf {V} _{\alpha }^{\mathbb {B} }} a wartości należą do algebry {\displaystyle \mathbb {B} .}

Kładziemy też {\displaystyle \mathbf {V} ^{\mathbb {B} }=\bigcup \limits _{\alpha \in {\mathbf {ON} }}\mathbf {V} _{\alpha }^{\mathbb {B} }.}
Termy boole’owskie są nazwami na obiekty w rozszerzeniach generycznych modeli teorii mnogości w tym sensie, że każdy element rozszerzenia jest interpretacją pewnego termu przez filtr generyczny.

## Termy w informatyce
W sztucznej inteligencji term służy do reprezentowania bytów w programowaniu w logice (na przykład w języku Prolog).
W Prologu można wyróżnić kilka rodzajów termów:
- Liczby

Wszystkie wersje Prologu pozwalają na używanie liczb całkowitych (integer), np. 625, +12, -23. Większość wersji Prologu pozwala również na liczby zmiennoprzecinkowe, np. 6.43, -.245.
- Atomy

Atomy są stałą, która nie ma numerycznej wartości. Istnieją trzy warianty, w których można zapisać atom: 
a) sekwencja jednej lub wielu liter, numeru i podkreślnika zaczynająca się od małej litery, np. agata, dzisiaj_jest_sobota, a32_BCD
b) sekwencja znaków zamkniętych w pojedynczy cudzysłów, może zawierać spacje, np. 'Dzisiaj jest sobota', '32abc', 'dzisiaj-jest-sobota'
c) sekwencja jednego lub wielu znaków specjalnych: + - * / > < = & # @ :
- Zmienne

W zapytaniu zmienna jest używana do określenia termu, np. zmienna X może oznaczać atom - pies, liczbę - 23, term złożony czy listę. Nazwa zmiennej jest oznaczona przez dowolną sekwencję jednej lub więcej liter, cyfr, podkreślenia, zaczynając od wielkiej litery lub podkreślnika, np. X, Autor, Osoba_A, _123A. 
Zmienna składająca się z pojedynczego podkreślnika jest nazywana zmienną anonimową.
- Termy złożone

Termy te mają fundamentalne znaczenie przy pisaniu programów Prolog. Term złożony zaczyna się od atomu, znanego tutaj jako funktor. Po funktorze następuje sekwencja argumentów, które są ujęte w nawiasy. 
functor(term_1, term_2, ... ,term_n), n>=1
Liczbę argumentów w termie złożonym nazywa się arnością.
- Listy

Listy często traktuje się jako specjalny typ termu złożonego albo osobny typ w zależności od uczonego. Listy zawierają argumenty zamknięte w nawiasy kwadratowe, oddzielone przecinkami, np.
[pies, kot, y, [p,q,R], miasto(poznan)].
Lista bez elementów jest pustą listą, którą zapisuje się w ten sposób [].
Często spotykaną interpretacją termu jest drzewo etykietowane.